# Lapsanastrum
Lapsanastrum é um género botânico pertencente à família Asteraceae.
A autoridade científica do género é Pak & K. Bremer, tendo sido publicado em Taxon 44(1): 19–20. 1995.

## Espécies
Segundo a base de dados The Plant List, o género tem 13 espécies descritas das quais 4 são aceites:
- Lapsanastrum apogonoides (Maxim.) Pak & K.Bremer
- Lapsanastrum humile (Thunb.) Pak & K.Bremer
- Lapsanastrum takasei (Sasaki) Pak & K.Bremer
- Lapsanastrum uncinatum (Stebbins) Pak & K.Bremer